# Proletari din toate țările, uniți-vă!

Stema Uniunii Sovietice având sloganul inscripționat în 15 limbi pe panglicile roșii

Sloganul „Proletari din toate țările, uniți-vă!” este una dintre cele mai faimoase lozinci de luptă ale socialismului. Lozinca apare pentru prima oară în Manifestul comunist redactat de Karl Marx și Friedrich Engels, aflându-se săpată pe piatra funerară de la căpătâiul fondatorului marxismului. 
Acest slogan a fost și Deviza de stat a Uniunii Sovietice (Пролетарии всех стран, соединяйтесь!) și apărea inscripționată pe panglicile roșii ale Stemei URSS, iar, în 1919, a fost tipărită și pe primele ruble ale Rusiei bolșevice (unde era scrisă și în limbile germană, franceză, japoneză, engleză și arabă). 
În zilele noastre, mottoul este încă folosit la logo-ul oficial al Partidului Socialist din SUA.